# GS1 (Synthesizer)
| Synthesizer      | Synthesizer                             |
|                  |                                         |
| Allgemeines      | Allgemeines                             |
| ---------------- | --------------------------------------- |
| Name             | GS-1                                    |
| Hersteller       | Yamaha                                  |
| Klangsynthese    | digital, FM-Synthese, Doppel-4-Operator |
| Zeitraum         | 1980–1983                               |
| Eigenschaften    |                                         |
| Polyphon         | ja, 16                                  |
| Multitimbral     | 2                                       |
| Filter           | nein                                    |
| LFO              | ?                                       |
| Effekte          | EQ, Detune, Ensemble, Tremolo, Vibrato  |
| Tasten           | 88, gewichtet, Aftertouch               |
| Int. Controller  | Pitch-, Modulationsrad                  |
| Ext. Controller  | Taster, 3 Pedale                        |
| Schnittstelle(n) | 3 HiZ, 2 LoZ                            |
| Sequenzer        | nein                                    |
| D/A Wandler      | 12 Bit                                  |
| Samples          | nein                                    |
| Speicherplätze   | 16 Presets                              |
| ROM              | Magnetcard                              |
| RAM              | Magnetcard                              |
| Ext. Speicher    | Magnetcards (leer, bespielt)            |

Der GS-1 von Yamaha ist der erste kommerzielle  FM-Synthesizer des japanischen Herstellers. Er wurde 1980 vorgestellt und war neben den beiden kleineren CE-Keyboards (CE20 (1982), CE25 (1983)) und dem GS-2 (1981) einer der Wegbereiter des seit 1983 populären programmierbaren FM-Synthesizer DX 7. Die massive Bauweise, die optisch an einen Stutzflügel erinnert, verursacht das hohe Eigengewicht von 90 Kilogramm. Der GS-1 hat ein Gehäuse aus Nussbaum und 88 gewichtete Tasten. Im Inneren arbeitet ein 2 × 4-Operator-FM-Synthesizer mit Kreuzmodulation. Aufgrund der komplexen Programmierung wurden die Werkspresets bei Yamaha mit einem eigens für diesen Zweck entwickelten Computerprogramm erschaffen. Weitere Klänge lassen sich auf separat erhältlichen Soundkarten (Magnetcards) einladen, wofür ein Slot vorhanden ist.
- Erweiterungen: 1985 veröffentlichte Yamaha die GSM-1 MIDI-Erweiterung für den GS1 zum Preis von US-$ 500.